# Drome de sauvetage

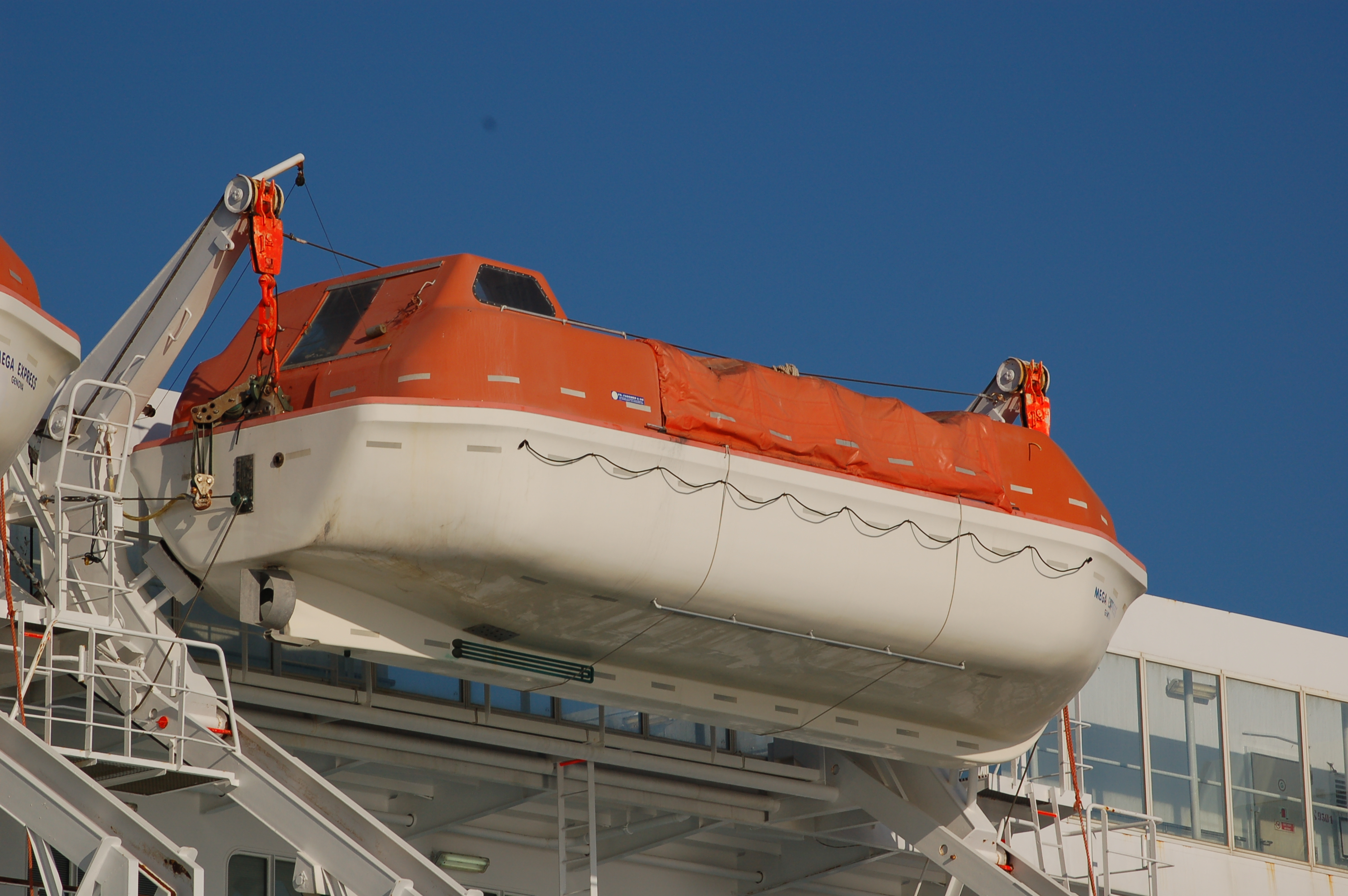
Embarcation de sauvetage

La drome de sauvetage est l'ensemble des divers matériels et engins de sauvetage obligatoires à bord d'un navire.
La liste varie en fonction des types, tailles, catégories de navigation des navires, et est également en rapport avec  la  quantité de personnes autorisées à prendre place à bord (équipage et passagers).
Pour les grands navires, le détail des éléments obligatoires est noté sur le certificat de sécurité du matériel d'armement et doit être conforme à la règlementation SOLAS.

## Généralités
Engin de sauvetage collectif :
- embarcation de sauvetage
- radeau de sauvetage

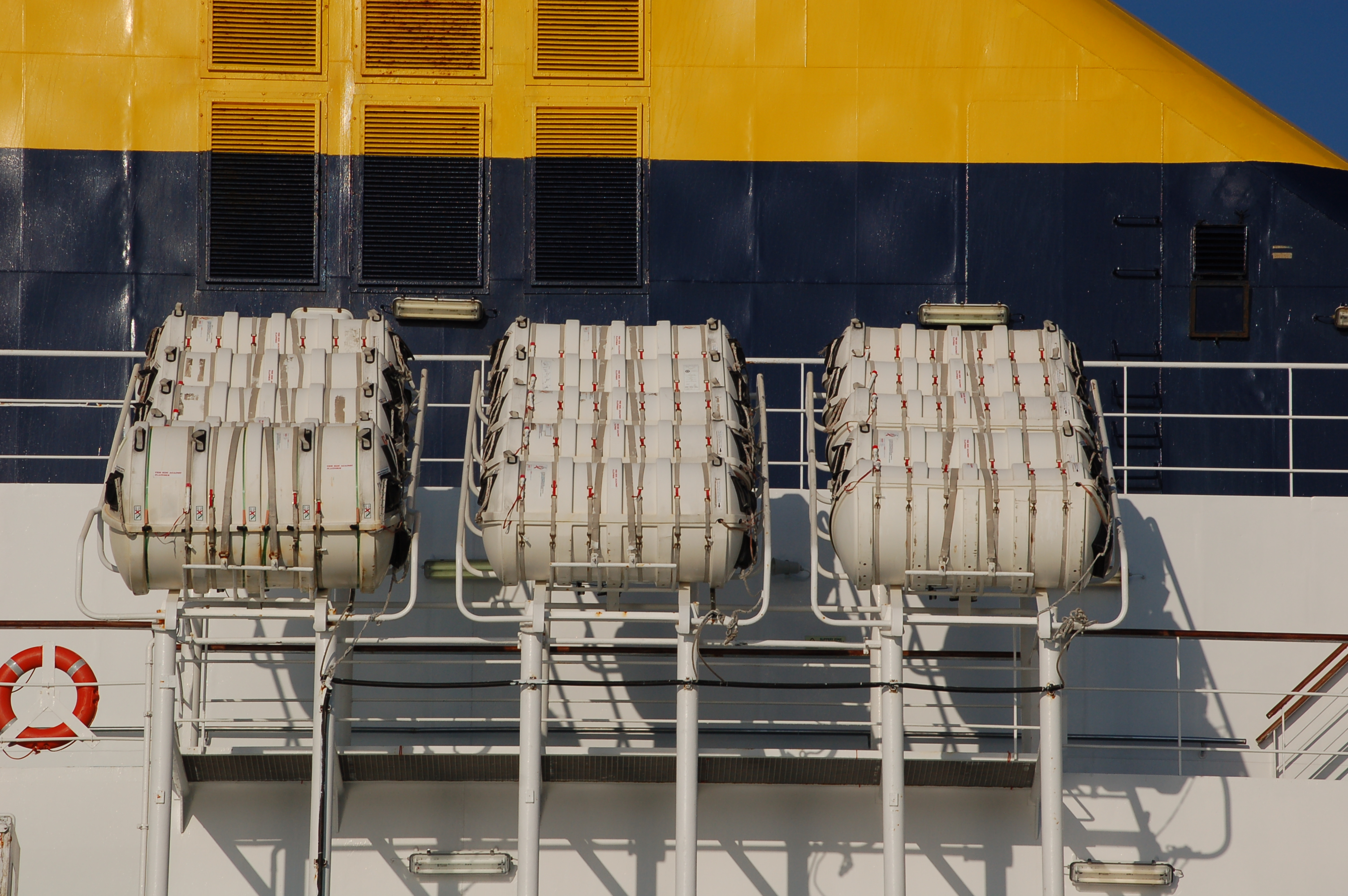
Radeaux de sauvetage encapsulés

- système d'évacuation maritime (MES)
- canot de secours

Matériel de sauvetage individuel :
- bouée couronne
- gilet de sauvetage (VFI)
- combinaison d'immersion
- Matériel de protection thermique (Couverture de survie)

Matériel divers :
- Pyrotechnie
- Appareil lance-amarres
- Dispositifs de mise à l'eau des embarcations et radeaux de sauvetage (bossoir).
- Dispositifs d'alarme et de communication avec les passagers.
- Les Radiobalises de localisation de sinistre RLS. EPIRB en anglais (Emergency Position Indicating Beacon)
- Transpondeur de recherche et sauvetage SART (Search And Rescue Transponder)
- VHF SMDSM (Système mondial de détresse et de sécurité en mer)
- Largueur hydrostatique

Un navire de commerce possède généralement des embarcations et radeaux de sauvetage prévus pour 200 à 300% du nombre de personnes autorisées à bord alors qu'un navire à passagers possède seulement de 125 à 200% de cette capacité.